# Нестюки
Нестюки́ — село в Україні, у Золочівському районі Львівської області. Населення - 291 особа. Орган місцевого самоврядування - Поморянська селищна рада.
Село Нестюки розташоване на 30 кілометрів у південному напрямку від районного центру Золочів, що на Львівщині. Село підпорядковане Поморянській селищній громаді.
На території села розташована греко-католицька церква Різдва Пресвятої Богородиці, збудована на кошти родини Богдана Дзядика в період з 1996—2000 років.
Площа храму не є надзвичайно великою, проте атмосфера вражає своєю простотою і водночас вишуканістю!
Щонеділі у церкві відправляється Служба Божа, на якій присутні як люди похилого віку, так і молодь села!
Під час великих свят у храмі надзвичайно багато людей, адже сюди приходять помолитись і гості села!
На свято Божого Тіла навколо церкви проводиться обхід з віночками та братством
Під час цього обходу священик благословляє село на чотири сторони світу, просить благословення Господнього для жителів села, доброї погоди на збирання врожаю!
Храмовий празник у Нестюках святкується 21 вересня!
Також на території села знаходитись Народний дім «Просвіта», де кожних вихідних збирається молодь для відпочинку! Рідко, але все ж таки ставляться концерти у народному домі! Так під час Різдвяних свят тут виступали діти з сусіднього села Бібщани. Ставився дитячий вертеп і інші дійства!!!
Станом на 2011 рік завідувачкою Народного дому є Лещишин Оксана Петрівна, жителька села Нестюки.
Ще на території села знаходиться магазин, і автобусна зупинка. Сполучення з райцентом забезпечують маршрутні таксі напрямку Львів-Золочів-Поморяни-Нестюки. На території, що належать селу, розташована й контора Нестюківського лісництва Золочівського лісового господарства.на територій лісництва розташовані дві контори. Так звана стара контора є одною з окрас подвір'я господарства, через свій естетичний вигляд. Вона приємно вписується у місцевий пейзаж! Також на територій є став де водиться риба, там можна приємно відпочити, милуючись природою!
Щонеділі на місцевому стадіоні, за хорошої погоди збирається молодь села для гри у футбол та волейбол, ігри тривають від полудня і до темна. У перерві між матчами можна почути цікаві історії, адже сюди приходять і люди старшого віку. Щоб поспостерігати за молодими, тай згадати як то було колись у селі.
Село розташоване у мальовничому куточку Львівщини, воно зі всіх сторін оточене мальовничими лісами, де водитися дичина, можна знайти багато лісових ягід. Саме ж село купається у садах, що дають великі врожаї яблук, груш, слив, горіхів та черешень щороку. Недарма ж сколись жителів села називали «ягодянниками». Жителі села надзвичайно працьовиті, від малого до великого. Кожен житель села ще змалку виховувався у любові до матінки-землі, її дарів. Село не є великим, проте люди тут дружні, завжди допомагають одне одним в біді! Відомо, що під час Другої світової війни територією села проходили німці, тепер у ярах поблизу села навесні можна знайти бомби, що їх вимили весняні води!